# Рајмонди (Торино)
Рајмонди је насеље у Италији у округу Торино, региону Пијемонт.
Према процени из 2011. у насељу је живело 13 становника. Насеље се налази на надморској висини од 573 м.